# Eurymesosa multinigromaculata
Eurymesosa multinigromaculata är en skalbaggsart som beskrevs av Stefan von Breuning 1974. Eurymesosa multinigromaculata ingår i släktet Eurymesosa och familjen långhorningar. Inga underarter finns listade i Catalogue of Life.